# Ристанич, Филип
Филип Ристанич (нем. Filip Ristanic; 30 января 2004, Австрия) — австрийский футболист, нападающий клуба «Адмира Ваккер Мёдлинг».

## Карьера
Филип начал заниматься футболом в команде «Винерберг». В 13 лет перебрался в академию клуба «Адмира Ваккер Мёдлинг». В 2020 году попал во вторую команду клуба. 22 августа 2020 года дебютировал за неё в поединке первого тура Регионаллиги против клуба «Виктория Винер». Всего провёл за вторую команду четыре встречи. Параллельно выступал за юношескую команду, в которой стал вторым бомбардиром сезона.
В том же 2020 года Ристанич дебютировал и в основной команде. 28 августа он появился на поле на 88-й минуте в поединке Кубка Австрии против вельской «Герты».
Сезон 2021/2022 Ристанич полноценно начал с основой. 24 июля 2021 года он дебютировал в австрийском чемпионате, выйдя на поле в стартовом составе на матч первого тура против «Тироля».
Также Филип выступал за сборные Австрии среди юношей до 15, 16 и 17 лет.

## Статистика выступлений
| Клуб                     | Сезон            | Лига              | Лига  | Лига | Кубок | Кубок | Междунар. | Междунар. | Всего | Всего |
| Клуб                     | Сезон            | Лига              | Матчи | Голы | Матчи | Голы  | Матчи     | Голы      | Матчи | Голы  |
| ------------------------ | ---------------- | ----------------- | ----- | ---- | ----- | ----- | --------- | --------- | ----- | ----- |
| Адмира Ваккер Мёдлинг II | 2020/2021        | Региональная лига | 4     | 0    | 0     | 0     | 0         | 0         | 4     | 0     |
| Адмира Ваккер Мёдлинг    | 2020/2021        | Бундеслига        | 0     | 0    | 1     | 0     | 0         | 0         | 1     | 0     |
| Адмира Ваккер Мёдлинг    | 2021/2022        | Бундеслига        | 4     | 0    | 1     | 0     | 0         | 0         | 5     | 0     |
| Всего за карьеру         | Всего за карьеру | Всего за карьеру  | 8     | 0    | 2     | 0     | 0         | 0         | 10    | 0     |